# Tomoka Nishiyama
Pour les articles homonymes, voir Nishiyama.
Tomoka Nishiyama (西山朋佳) est une joueuse professionnelle japonaise de shogi née le 27 juin 1995 à Ōsakasayama, préfecture d'Osaka. 
En février 2023, Tomoka Nishiyama a battu Sae Itō pour le titre de Meijin féminin de 2022-2023.

## Palmarès
| Titre                    | Victoires                    | Victoires | Finales perdues |
| ------------------------ | ---------------------------- | --------- | --------------- |
| Open féminin Mynavi (ja) | 2018 à 2024                  | 7         | 2025            |
| Ōi féminin (ja)          |                              |           | 2022            |
| Seirei (ja)              |                              |           | 2023            |
| Coupe Hakurei (ja)       | 2021, 2023, 2024             | 3         | 2022            |
| Ōshō féminin (ja)        | 2019, 2020, 2022, 2023, 2024 | 5         | 2021            |
| Ōza féminin (ja)         | 2019, 2020                   | 2         | 2014, 2021      |
| Coupe Kurashiki (ja)     |                              |           | 2022, 2023      |
| Meijin féminin (ja)      | 2022-23                      | 1         | 2023-24         |